# Alexander Knox
Alexander Knox (Strathroy, 16 gennaio 1907 – Berwick-upon-Tweed, 25 aprile 1995) è stato un attore canadese.

## Biografia
Alexander Knox ottenne una candidatura all'Oscar come migliore attore protagonista e vinse il Golden Globe per Wilson (1944) di Henry King, biografia del presidente degli Stati Uniti Woodrow Wilson, che fu il suo ruolo più famoso.
Autore di alcuni romanzi di avventura, durante il Maccartismo fu inserito nella lista nera di Hollywood e dovette trasferirsi in Europa, dove lavorò, tra gli altri, con Roberto Rossellini in Europa '51 (1952), e con Joseph Losey in La tigre nell'ombra (1954).
Morì nel 1995, a 88 anni, per un cancro alle ossa.

## Filmografia

### Cinema
- Ossessione (The Gaunt Stranger), regia di Walter Forde (1938)
- Le quattro piume (The Four Feathers), regia di Zoltán Korda (1939)
- Il lupo dei mari (The Sea Wolf), regia di Michael Curtiz (1941)
- Sono un disertore (This Above All), regia di Anatole Litvak (1942)
- Uragano all'alba (Commandos Strike at Dawn), regia di John Farrow (1942)
- Nessuno sfuggirà (None Shall Escape), regia di André De Toth (1944)
- Wilson, regia di Henry King (1944)
- Addio vent'anni (Over 21), regia di Charles Vidor (1945)
- L'angelo del dolore (Sister Kenny), regia di Dudley Nichols (1946)
- Il segno del capricorno (The Sign of the Ram), regia di John Sturges (1948)
- The Judge Steps Out, regia di Boris Ingster (1949)
- Tokyo Joe, regia di Stuart Heisler (1949)
- La collina della felicità (I'd Climb the Highest Mountain), regia di Henry King (1951)
- Ai confini del delitto (Two of a Kind), regia di Henry Levin (1951)
- Saturday's Hero, regia di David Miller (1951)
- Il figlio del Dottor Jekyll (The Son of Dr. Jekyll), regia di Seymour Friedman (1951)
- Il cavaliere del deserto (Man in the Saddle), regia di André De Toth (1951)
- Europa '51, regia di Roberto Rossellini (1952)
- Paula, regia di Rudolph Maté (1952)
- La tigre nell'ombra (The Sleeping Tiger), regia di Joseph Losey (1954)
- One Just Man, regia di David MacDonald (1954)
- Il figlio conteso (The Divided Heart), regia di Charles Crichton (1954)
- La scogliera della morte (The Night My Number Came Up), regia di Leslie Norman (1955)
- Alias John Preston, regia di David MacDonald (1955)
- Bader il pilota (Reach for the Sky), regia di Lewis Gilbert (1956)
- Alta marea a mezzogiorno (High Tide at Noon), regia di Philip Leacock (1957)
- Interpol squadra falsari (Hidden Fear), regia di André De Toth (1957)
- Davy, regia di Michael Relph (1958)
- Acqua alla gola (Chase a Crooked Shadow), regia di Michael Anderson (1958)
- I vichinghi (The Vikings), regia di Richard Fleischer (1958)
- Decisione di uccidere (Intent to Kill), regia di Jack Cardiff (1958)
- Passionate Summer, regia di Rudolph Cartier (1958)
- I due volti del generale Ombra (The Two-Headed Spy), regia di André De Toth (1958)
- Amsterdam operazione diamanti (Operation Amsterdam), regia di Michael McCarthy (1959)
- I giganti del mare (The Wreck of Mary Deare), regia di Michael Anderson (1959)
- Dramma nello specchio (Crack in the Mirror), regia di Richard Fleischer (1960)
- Ancora una domanda, Oscar Wilde! (Oscar Wilde), regia di Gregory Ratoff (1960)
- The Share Out, regia di Gerard Glaister (1962)
- Il giorno più lungo, regia di Ken Annakin, Andrew Marton e Bernhard Wicki (1962)
- Amori proibiti (In the Cool of the Day), regia di Robert Stevens (1963)
- Hallucination (The Damned), regia di Joseph Losey (1963)
- Tra due fuochi (Man in the Middle), regia di Guy Hamilton (1963)
- La donna di paglia (Woman of Straw), regia di Basil Dearden (1964)
- Esperimento I.S.: il mondo si frantuma (Crack in the World), regia di Andrew Marton (1965)
- Il filibustiere della costa d'oro (Mister Moses), regia di Ronald Neame (1965)
- La bambola di cera (The Psycopath), regia di Freddie Francis (1966)
- Modesty Blaise - La bellissima che uccide (Modesty Blaise), regia di Joseph Losey (1966)
- Khartoum, regia di Basil Dearden (1966)
- L'incidente (Accident), regia di Joseph Losey (1967)
- La 25ª ora (La Vingt-cinquième heure), regia di Henri Verneuil (1967)
- Bikini Paradise, regia di Gregg C. Tallas (1967)
- Agente 007 - Si vive solo due volte (You Only Live Twice), regia di Lewis Gilbert (1967) - non accreditato)
- Come ho vinto la guerra (How I Won the War), regia di Richard Lester (1967)
- Viva! Viva Villa! (Villa Rides), regia di Buzz Kulik (1968)
- Shalako, regia di Edward Dmytryk (1968)
- Fräulein Doktor, regia di Alberto Lattuada (1969)
- Tropis - Uomo o scimmia? (Skullduggery), regia di Gordon Douglas (1970)
- Sezione narcotici (Puppet on a Chain), regia di Geoffrey Reeve (1971)
- Nicola e Alessandra (Nicholas and Alexandra), regia di Franklin J. Schaffner (1971)
- Holocaust 2000, regia di Alberto De Martino (1977)
- Gorky Park, regia di Michael Apted (1983)
- Joshua Then and Now, regia di Ted Kotcheff (1985)

### Televisione
- Il Santo (The Saint) – serie TV, episodio 1x02 (1962)
- I gialli di Edgar Wallace (The Edgar Wallace Mystery Theatre) – serie TV, episodio 2x10 (1962)

## Doppiatori italiani
- Augusto Marcacci in Il cavaliere del deserto, Paula
- Emilio Cigoli in Europa '51, La donna di paglia
- Bruno Persa in I vichinghi, Shalako
- Carlo Romano ne I due volti del generale Ombra, Khartoum
- Ennio Cerlesi in Il lupo dei mari
- Giorgio Capecchi in La collina della felicità
- Amilcare Pettinelli in Il giorno più lungo
- Nino Pavese in Amori proibiti
- Carlo D'Angelo in Agente 007 - Si vive solo due volte
- Giorgio Piazza in Holocaust 2000